# Пиццини, Лука
Лука Пиццини (род. 8 апреля 1989 года) — итальянский пловец. Бронзовый призёр Чемпионата Европы (2016 и 2018). Призёр летней универсиады в Казани в 2013 году.

## Карьера
Пиццини добился первых успехов на юношеском уровне, выиграв бронзовую медаль на чемпионате Европы в Пальма-де-Майорке в 2006 году, а затем также выиграл серебро на чемпионате мира в Рио-де-Жанейро 2006 года.
Он принимал участие в Средиземноморских играх в Пескаре 2009 году, где выиграл бронзовую медаль на 100 м брассом.
На Универсиаде- 2013 в Казани он выиграл бронзовую медаль на 200-метровой дистанции брассом, но для его самого важного результата ему пришлось ждать лондонского европейского чемпионата в 2016 году, где он занял третье место на таком же расстоянии, приведя сборную Италии до подиума.
Он участвовал в Олимпийских играх в Рио-де-Жанейро в 2016 году, где занял 14-е место в полуфинале брассом на 200 метрах.
6 августа 2018 года в Глазго он вновь стал бронзовым призёром чемпионата Европы на 200-метровой дистанции брассом с результатом 2:08.54.
европейцы

## Достижения
- Чемпионат Европы по водным видам спорта:

_ Лондон 2016: бронза  200 м брасс;
- Глазго 2018: бронза  200 м брасс;
- Летняя Универсиада:

- Казань 2013: бронза  200 м брасс.